# Нортамберленд (Нью-Брансвік)
Графство Нортамберленд (англ. Northumberland) — графство в Канаді, у провінції Нью-Брансвік.

## Населення
За даними перепису 2016 року, графство нараховувало 44952 жителів, показавши скорочення на 2,7%, порівняно з 2011-м роком. Середня густина населення становила 3,5 осіб/км².
З офіційних мов обидвома одночасно володіли 11 595 жителів, тільки англійською — 31 050, тільки французькою — 1 600, а 25 — жодною з них. Усього 990 осіб вважали рідною мовою не одну з офіційних, з них 520 — одну з корінних мов.
Працездатне населення становило 56,4% усього населення, рівень безробіття — 19,1% (24,5% серед чоловіків та 13,5% серед жінок). 90,2% були найманими працівниками, 7,1% — самозайнятими.
Середній дохід на особу становив $35 816 (медіана $28 517), при цьому для чоловіків — $42 444, а для жінок $29 549 (медіани — $34 479 та $23 547 відповідно).
30% мешканців мали закінчену шкільну освіту, не мали закінченої шкільної освіти — 26,9%, 43,1% мали післяшкільну освіту, з яких 24,3% мали диплом бакалавра, або вищий, 45 осіб мали вчений ступінь.
| Статево-вікова структура населення | Статево-вікова структура населення | Статево-вікова структура населення | Статево-вікова структура населення | Статево-вікова структура населення |
| ---------------------------------- | ---------------------------------- | ---------------------------------- | ---------------------------------- | ---------------------------------- |
|                                    |                                    |                                    |                                    |                                    |
| Всього                             | Всього                             | 48,8%51,2%                         |                                    |                                    |
| 0 — 14 років                       | 0 — 14 років                       |                                    | 13,6%                              | 13,6%                              |
| 15 — 64 років                      | 15 — 64 років                      |                                    | 63,5%                              | 63,5%                              |
| 65 і більше                        | 65 і більше                        |                                    | 22,9%                              | 22,9%                              |
| 85 і більше                        | 85 і більше                        |                                    | 2,6%                               | 2,6%                               |
| 100 і більше                       | 100 і більше                       |                                    | 0%                                 | 0%                                 |
| Середній вік (років)               | Середній вік (років)               | 44,946,5                           | 45,7                               | 45,7                               |
| Медіана (років)                    | Медіана (років)                    | 48,349,9                           | 49,1                               | 49,1                               |
| — чоловіки — жінки                 |                                    |                                    |                                    |                                    |

| Походження мешканців:     | Походження мешканців:     | Походження мешканців: | Походження мешканців: | Походження мешканців: |
| ------------------------- | ------------------------- | --------------------- | --------------------- | --------------------- |
| Походження                |                           |                       | осіб                  | %                     |
| Корінні американці        | Корінні американці        |                       | 4 580                 | 10.39%                |
| Інше північноамериканське | Інше північноамериканське |                       | 23 685                | 53.74%                |
| Європейське               | Європейське               |                       | 27 640                | 62.71%                |
| британське                | британське                |                       | 22 400                | 50.82%                |
| французьке                | французьке                |                       | 10 345                | 23.47%                |
| українське                | українське                |                       | 140                   | 0.32%                 |
| Карибське                 | Карибське                 |                       | 100                   | 0.23%                 |
| Латинськоамериканське     | Латинськоамериканське     |                       | 55                    | 0.12%                 |
| Африканське               | Африканське               |                       | 120                   | 0.27%                 |
| Азійське                  | Азійське                  |                       | 370                   | 0.84%                 |
| Океанійське               | Океанійське               |                       | 55                    | 0.12%                 |

| Зайнятість населення за галузями (за класифікацією NOC): | Зайнятість населення за галузями (за класифікацією NOC): | Зайнятість населення за галузями (за класифікацією NOC): | Зайнятість населення за галузями (за класифікацією NOC): | Зайнятість населення за галузями (за класифікацією NOC): |
| -------------------------------------------------------- | -------------------------------------------------------- | -------------------------------------------------------- | -------------------------------------------------------- | -------------------------------------------------------- |
|                                                          |                                                          |                                                          |                                                          |                                                          |
| Управління                                               | Управління                                               |                                                          | 6,7%                                                     | 6,7%                                                     |
| Бізнес, фінанси та адміністрування                       | Бізнес, фінанси та адміністрування                       |                                                          | 13,7%                                                    | 13,7%                                                    |
| Природничі та прикладні науки                            | Природничі та прикладні науки                            |                                                          | 3,2%                                                     | 3,2%                                                     |
| Охорона здоров'я                                         | Охорона здоров'я                                         |                                                          | 8%                                                       | 8%                                                       |
| Освіта, правозахист, муніципальні та урядові служби      | Освіта, правозахист, муніципальні та урядові служби      |                                                          | 12,3%                                                    | 12,3%                                                    |
| Мистецтво, культура, відпочинок та спорт                 | Мистецтво, культура, відпочинок та спорт                 |                                                          | 1%                                                       | 1%                                                       |
| Роздрібна торгівля та послуги                            | Роздрібна торгівля та послуги                            |                                                          | 23,8%                                                    | 23,8%                                                    |
| Гуртова торгівля, транспорт та обладнання                | Гуртова торгівля, транспорт та обладнання                |                                                          | 18,4%                                                    | 18,4%                                                    |
| Природні ресурси, сільське господарство                  | Природні ресурси, сільське господарство                  |                                                          | 6,5%                                                     | 6,5%                                                     |
| Виробництво                                              | Виробництво                                              |                                                          | 6,2%                                                     | 6,2%                                                     |

## Населені пункти
До графства входять місто Мірамічі, парафії Алнвік, Блеквілл, Бліссфілд, Гардвік, гленелг, Дербі, Нельсон, Нортеск, Нью-Касл, Роджерсвілл, Саутеск, Четем, села Блеквілль, Доактаун, Неґуак, Роджерсвілл, сільська община Аппер-Міраміші, індіанські резервації Біг-Гоул-Трект, Есгеноопетітдж 14, Іл-граунд 2, Ред-Бенк 4, Табусінтак 9, а також хутори, інші малі населені пункти та розосереджені поселення.

## Клімат
Середня річна температура становить 4,5°C, середня максимальна – 23,3°C, а середня мінімальна – -17,6°C. Середня річна кількість опадів – 1 108 мм.
| Клімат поселення                              | Клімат поселення | Клімат поселення | Клімат поселення | Клімат поселення | Клімат поселення | Клімат поселення | Клімат поселення | Клімат поселення | Клімат поселення | Клімат поселення | Клімат поселення | Клімат поселення | Клімат поселення |
| Показник                                      | Січ.             | Лют.             | Бер.             | Квіт.            | Трав.            | Черв.            | Лип.             | Серп.            | Вер.             | Жовт.            | Лист.            | Груд.            |                  |
| Середній максимум, °C                         | −4,42            | −2,72            | 2,76             | 9,15             | 16,36            | 21,81            | 23,28            | 22,27            | 17,24            | 11,24            | 5,08             | −2,7             |                  |
| Середня температура, °C                       | −10,99           | −9,3             | −3,83            | 2,57             | 9,79             | 15,24            | 19,01            | 17,99            | 12,96            | 6,96             | 0,81             | −6,97            |                  |
| Середній мінімум, °C                          | −17,56           | −15,86           | −10,4            | −3,98            | 3,22             | 8,66             | 14,74            | 13,71            | 8,69             | 2,70             | −3,47            | −11,25           |                  |
| Норма опадів, мм                              | 94               | 72               | 88               | 86               | 99               | 90               | 103              | 93               | 86               | 98               | 100              | 99               |                  |
| Середньомісячна швидкість вітру, м/с          | 4.08             | 4.03             | 4.17             | 4.01             | 3.71             | 3.28             | 2.98             | 2.91             | 3.18             | 3.58             | 3.82             | 4.02             |                  |
| Середньомісячна сонячна радіація, кДж/м²·день | 5082             | 8489             | 12318            | 15320            | 18233            | 20205            | 19784            | 17386            | 12890            | 8073             | 4768             | 3849             |                  |
| --------------------------------------------- | ---------------- | ---------------- | ---------------- | ---------------- | ---------------- | ---------------- | ---------------- | ---------------- | ---------------- | ---------------- | ---------------- | ---------------- | ---------------- |
| Джерело:                                      |                  |                  |                  |                  |                  |                  |                  |                  |                  |                  |                  |                  |                  |